# Przycisk narzędzi
Przycisk narzędzi (ang. tool button) – element GUI, widżet występujący wyłącznie na pasku narzędzi. Funkcjonalnie jest on czymś identycznym jak pozycja w menu rozwijalnym. Posiada podobne typy (poza przyciskiem radiowym), plus kilka dodatkowych, trochę niezwykłych, jak np. przycisk z przypisanym menu rozwijalnym (takie coś występuje np. w przeglądarkach internetowych jako przycisk dalej/wstecz, gdzie w menu rozwija się historia odwiedzin).
Przycisk zwykle składa się jedynie z obramowanej bitmapy, ale często występują też przyciski zawierające napis lub bitmapę i napis (w tym konfigurowalne pod tym względem, co też często można spotkać w przeglądarkach internetowych).
Zdarzenia – podobnie jak w przypadku pozycji w menu rozwijalnym – generowane są w zależności od typu przycisku, przy czym najczęściej jest to standardowe zdarzenie naciśnięcia przycisku.